# Sunny Afternoon
«Sunny Afternoon» es una canción del grupo de rock inglés The Kinks, compuesta por su líder Ray Davies. Fue publicada en junio de 1966 como sencillo y aparece en el álbum Face to Face de ese mismo año.
Musicalmente, la canción refleja el giro que sufrió la banda. Desde los crudos sonidos de garage rock de sus inicios, pasaron a componer piezas más elaboradas. El estilo Music Hall y la profundidad de su letra significaron un riesgo para el grupo, pues durante 1964 y 1965 se sostuvo con importantes hits de menor complejidad y más energía. En medio de esa época también surgió "A Well Respected Man", tal vez el primer sencillo de The Kinks que adopta acordes más tradicionales.
El sencillo fue publicado el 3 de junio y alcanzó el número uno en el Reino Unido durante dos semanas. En Estados Unidos alcanzaría el lugar catorce. La revista electrónica especializada Pitchfork Media ubicó a "Sunny Afternoon" en el lugar 200 entre las "200 mejores canciones de 1960".
El video promocional del sencillo fue filmado en medio de un bosque nevado.

## Posicionamiento en listas
| Lista (1966)                          | Mejor posición |
| ------------------------------------- | -------------- |
| Alemania (Offizielle Deutsche Charts) | 7              |
| Austria (Ö3 Austria Top 40)           | 5              |
| Bélgica (Flandes) (Ultratop 50)       | 14             |
| Canadá (RPM Top Singles)              | 1              |
| Estados Unidos (Billboard Hot 100)    | 14             |
| Francia (SNEP)                        | 11             |
| Irlanda (IRMA)                        | 1              |
| Italia (FIMI)                         | 22             |
| Noruega (VG-lista)                    | 1              |
| Países Bajos (Dutch Top 40)           | 1              |
| Reino Unido (UK Singles Chart)        | 1              |

## Otras versiones
Varios artistas han interpretado esta canción a lo largo de los años: 
- Jimmy Buffett la incluyó en su álbum de 1994 Fruitcakes.[14]
- El grupo Stereophonics la incluyó en su DVD Live at Morfa Stadium de 1999.[15]
- El exintegrante de Space, Tommy Scott la cantó a dueto con Tom Jones para su disco Reload.[16]
- Bob Geldof la incluyó en su CD compilatorio de 2005 Great Songs of Indifference.[17]
- The Cat Empire la versionó para Like A Version, la serie de covers de la estación radial australiana Triple J.[18]
- Take That también usó su melodía para la canción "Kidz" de su álbum Progress.
- Siniestro Total, grupo vigués, versionó este tema en el álbum De Hoy No Pasa bajo el nombre "Tumbado a la bartola".[19]